# F 13 (sous-marin)
Pour les articles homonymes, voir F13.
Le F 13 est un sous-marin italien de la classe F, lancé pendant la Première Guerre mondiale et en service dans la Regia Marina.

## Caractéristiques
La classe F déplaçait 260 tonnes en surface et 320 t en immersion. Les sous-marins mesuraient 46,63 mètres de long, avaient une largeur de 4,22 mètres et un tirant d'eau de 2,62 mètres. Ils avaient une profondeur de plongée opérationnelle de 40 mètres. Leur équipage comptait 2 officiers et 24 sous-officiers et marins.
Pour la navigation de surface, les sous-marins étaient propulsés par deux moteurs diesel FIAT de 325 chevaux-vapeur (cv) (239 kW) chacun entraînant deux arbres d'hélices. En immersion, chaque hélice était entraînée par un moteur électrique Savigliano de 250 chevaux-vapeur (184 kW). Ils pouvaient atteindre 12,3 nœuds (22,8 km/h) en surface et 8 nœuds (14,8 km/h) sous l'eau. En surface, la classe F avait une autonomie de 1 200 milles nautiques (2 222 km) à 9,3 noeuds (17,22 km/h); en immersion, elle avait une autonomie de 139 milles nautiques (257 km) à 1,5 noeuds (2,77 km/h).
Les sous-marins étaient armés de 2 tubes lance-torpilles à l'avant (proue) de 45 centimètres, pour lesquels ils transportaient un total de 4 torpilles. Sur le pont arrière se trouvait 1 canon antiaérien Armstrong de 76/30 mm pour l'attaque en surface. Ils étaient également équipés d'une mitrailleuse Colt de 6,5 mm.

## Construction et mise en service
Le F 13 est construit par le chantier naval Orlando (Cantiere navale fratelli Orlando) de Livourne en Italie, et mis sur cale le 30 septembre 1915. Il est lancé le 20 mai 1917 et est achevé et mis en service le 1er mai 1917. Il est commissionné le même jour dans la Regia Marina.

## Historique
Dans la première phase de sa vie opérationnelle, le F 13 est engagé dans la période de formation habituelle.
En septembre 1917, lorsqu'il est devenu opérationnelle, il est affecté - sous le commandement du lieutenant de vaisseau (tenente di vascello) Manlio Tarantini - à la flottille d'Ancône, ayant comme bases effectives alternativement Venise et Porto Corsini.
Le 16 novembre 1917, il est envoyé, avec son navire-jumeau (sister ship) F 11, au large de Cortellazzo, une frazione de Jesolo, pour contrer le bombardement effectué par les cuirassés austro-hongrois SMS Wien et SMS Budapest contre les batteries d'artillerie et les lignes italiennes dans cette zone: l'intervention des deux sous-marins, des avions et des vedettes-torpilleurs (en italien: Motoscafo armato silurante) MAS 13 et 15 contribua à perturber l'action ennemie, jusqu'au retrait des deux cuirassés,. L'équipage du F 13 a reçu une mention élogieuse.
Il a effectué 11 missions de guerre, sur les routes commerciales austro-hongroises et sur celles menant aux ports de Pula et de Trieste.
À la fin de la guerre, le F 13 reste alternativement basé à Pula et à Venise, où il est utilisé pour la formation des apprentis mécaniciens.
En octobre 1923, il est transféré à Brindisi, avec des escales à Pula, Zadar et Lastovo pendant le transfert.
Il participe aux concours de lancement et à l'exercice d'août 1924.
En février 1926, il est de nouveau en poste à Pula, puis revient à Brindisi en août.
En 1927, il participe à une croisière d'entraînement dans l'Adriatique avec d'autres navires italiens, et à d'autres voyages similaires.
Puis mis en équipage réduit, il est mis hors service et radié le 1er août 1935, puis mis au rebut.